# アイエスエス
アイエスエス株式会社は、岩手県盛岡市に本社を置く、メカニズム設計・ソフトウエア開発企業である。
略称の『ISS』は、Innovative（革新的な）、System（方式の）、Solutions（解決策）という言葉に由来する。
2002年1月にアルプス電気システム機器事業部盛岡工場の閉鎖が決まり、同工場の従業員は福島県いわき市小名浜への転勤を余儀なくされた。同工場のエンジニアであった小笠原政司と鎌田智也が中心となり、他に同僚9名が発起人となって2002年4月2日に滝沢村(現在の滝沢市)に設立した。2004年に発起人の一人であった藤澤久一が代表取締役に就任し、また新たに山崎靖吾が加わり4人体制となった。2006年に藤澤が代表取締役を退任し監査役に就任。再び小笠原が代表取締役に復帰した。2018年の定時株主総会における任期満了に伴う役員改選後の取締役会にて鎌田が代表取締役に就任した。2021年5月に事業拡大のため本店を盛岡市北飯岡1丁目のM-tecに移転した。2021年8月31日小笠原政司が取締役を退任、同日付で佐々木幸稔が取締役に選任され、2022年3月31日付けで小笠原政司は退職した。2024年7月13日山崎靖吾取締副社長が交通事故により急逝。佐々木幸稔が後任の副社長に就任し、発起人の一人であった山下明浦が取締役に選任され、現在に到る。

## 事業所
- 本　社　：岩手県盛岡市北飯岡１丁目8-21 A-1,A-2,B-3
- 研究室　：岩手県盛岡市北飯岡2-4-25 ヘルステック・イノベーション・ハブ108号室

## 沿革
- 2002年4月 - 「アイエスエス株式会社」設立
- 2004年7月 - 資本金を2400万円に増資
- 2021年5月 - 本社を滝沢市から盛岡市に移転

## 主な業務
- ３次元CADによる各種機械設計
- ソフトウエア開発（Windows/組込）
- 生産設備・検査装置の開発
- AIを活用した各種機器の開発
- 各種サーマルプリンタ機器の開発

## 役員構成
- 代表取締役社長：鎌田智也
- 取締役副社長　：佐々木幸稔
- 取締役開発部長：山下明浦
- 監査役　　　　：藤澤久一

## 創業者
- 小笠原政司 名誉会長
- 鎌田智也

## 社員構成
- 機械系エンジニア：6名
- ソフトウエア系エンジニア：7名
- 電気系エンジニア：1名
- アシスタントエンジニア：5名
- 事務スタッフ：3名